# Rue des Petits-Pères (Paris)
Pour les articles homonymes, voir Rue des Petits-Pères.
La rue des Petits-Pères est une voie du 2e arrondissement de Paris, en France.

## Situation et accès
La rue des Petits-Pères est une voie publique située dans le 2e arrondissement de Paris. Elle débute au 6, rue La Feuillade et se termine place des Petits-Pères et 1, rue Vide-Gousset.

## Origine du nom
Elle doit son nom au fait qu'elle bordait le couvent des Augustins qui s'étendait au nord de la rue. Les Augustins étaient appelés les « Petits-Pères ».

## Historique
La rue du Mail est ouverte dans le deuxième quart du XVIIe siècle lorsque, à la suite de la construction de l'enceinte de Louis XIII, celle de Charles V étant détruite. C'est par affectation du nom des religieux à la portion de cette rue qui longeait l'enceinte de leur domaine qu'est née la rue des Petits-Pères, sans modification de l'espace.
Sur le plan de Mérian de 1615 elle est indiquée sous le nom de « rue Neuve des Petits-Pères » puis, sur le plan de Nicolas de Fer de 1705 celui de « rue des Pères ». Rapidement, elle prit le nom de « rue des Petits-Pères » et fut longtemps confondue avec la rue Vide-Gousset.
Une décision ministérielle du 3 fructidor an IX (21 août 1801), signée Chaptal, et une ordonnance royale du 23 juillet 1828, ont fixé la largeur de cette voie publique à 10 m.

## Pour approfondir